# Erich Sander (Althistoriker)
Erich Eduard Ferdinand Sander (* 2. Juli 1885 in Rixdorf bei Berlin (ab 1912 Neukölln); † 24. August 1975 in Berlin-Neukölln) war ein deutscher Gymnasiallehrer und Historiker. Er gehört zu den Autoren des Kleinen Pauly.

## Leben
Erich Sander, Sohn des Kaufmanns Max Sander, besuchte das Luisenstädtische Realgymnasium in Berlin. Er studierte ab 1906 an der Universität Berlin Klassische Philologie, Geschichte und Germanistik. 1912 legte er die Lehramtsprüfung ab und leistete anschließend seinen Militärdienst beim preußischen 26. Infanterie-Regiment „Fürst Leopold von Anhalt-Dessau“ in Magdeburg, das er im September 1913 als Unteroffizier verließ. Im Frühjahr 1914 trat er in den preußischen Schuldienst ein und wurde nach einem Seminarjahr 1914/15 Gymnasiallehrer in Berlin. Nach dem Ersten Weltkrieg, an dem er als Offizierstellvertreter eines Reserve-Infanterie-Regiments und zuletzt Leutnant der Reserve teilnahm, wurde er im Oktober 1919 zum Studienrat ernannt und erhielt eine Festanstellung am Städtischen 16. Realgymnasium, wo er bis 1928 unterrichtete. Anschließend ging er ans Luisenstädtische Realgymnasium, das im gleichen Jahr in Heinrich-Schliemann-Schule umbenannt wurde, und wechselte schließlich 1935 an die benachbarte Königstädtische Oberrealschule, ab 1938 Blücher-Schule genannt, wo er bis zu seiner Pensionierung in den 1940er Jahren blieb.
Sander unterrichtete Geschichte, Latein, Griechisch und Deutsch. Er gehörte seit August 1933 dem NS-Lehrerbund an. Im Jahr 1936 gehörten 97 Prozent der deutschen Lehrer dem NS-Lehrerbund an; 32,2 Prozent waren zugleich Mitglieder der NSDAP. Für Sander lässt sich eine Parteimitgliedschaft nicht ermitteln.
Nebenberuflich beschäftigte Sander sich wissenschaftlich mit der Geschichte des Heerwesens, insbesondere der Römer, aber auch des Mittelalters und der Neuzeit. Zu diesem Thema publizierte er mehr als 30 Artikel in historischen und altphilologischen Zeitschriften, darunter renommierten Periodica wie der Historischen Zeitschrift, dem Rheinischen Museum für Philologie und der Historia. 

Es liegt ein von Erich Sander 1940 bei der Deutschen Forschungsgemeinschaft eingereichter Antrag auf Förderung seines Forschungsvorhabens „Die Antike in der deutschen Heeresordnung“ vor.
Sander war verheiratet und hatte zwei Kinder.

## NS-Wissenschaft
Bei aller wissenschaftlichen Akribie, die sie teilweise bis heute nutzbar macht, ist den militärgeschichtlichen Schriften Sanders – vor allem seinen Wertungen – die Nähe zur Ideologie des Nationalsozialismus anzumerken. Er greift auch in nach 1945 veröffentlichten Schriften häufig auf seine in der Zeit des Nationalsozialismus publizierten Forschungen zurück, zitiert sie unkritisch und schreibt sie ohne erkennbare Distanzierung fort.
Besonders mit seinen in den 1940er Jahren publizierten Forschungen zum Verhältnis der Juden zum deutschen Heerwesen wirkte er an der Schaffung eines nationalsozialistischen Geschichtsbildes mit. Der britische Historiker Jonathan Israel, der sich auf Sanders Beurteilung der – für die Geschichte der Juden in Deutschland in der jüngeren Neuzeit als weichenstellend betrachteten – Rolle von Juden im Dreißigjährigen Krieg bezieht (die Sander nach Israels Überzeugung sachlich durchaus zutreffend erfasst), bescheinigt ihm eine für die nationalsozialistische Geschichtsschreibung typische „antisemitische Indignation“: Die wahrgenommene „Bevorzugung“ der Juden durch alle Kriegsparteien hat „konservative, antisemitische Elemente in der deutschen Geschichtswissenschaft besonders empört“.

## Veröffentlichungen (Auswahl)
- Die Germanisierung des römischen Heeres. In: Historische Zeitschrift 160, 1939, S. 1–34.
- Die Heeresorganisation Heinrichs I.  In: Historisches Jahrbuch 59, 1939, S. 1–26.
- Antikes und Germanisches in der Taktik des Mittelalters und der Neuzeit. In: Archiv für Kulturgeschichte  31, 1942. S. 41–70.
- Die Juden und das deutsche Heerwesen. 1. Von den Anfängen bis zum Aufkommen des Hofjudentums. In: Deutsches Archiv für Landes- und Volksforschung 6, 1942, S. 632–646.
- Die Juden und das deutsche Heerwesen 2. In: Deutsches Archiv für Landes- und Volksforschung  7, 1943, S. 317–350. 459–501.
- Die Wehrhoheit in den deutschen Städten. Eine staatsrechtliche Untersuchung. In: Archiv für Kulturgeschichte 36, 1954, S. 333–356.
- Zur Arminius-Biographie. In: Gymnasium 62, 1955, S. 82–100.
- Zur Varusschlacht. In: Archiv für Kulturgeschichte 38, 1956, S. 129–151.
- Das römische Militärstrafrecht. In: Rheinisches Museum für Philologie 103, 1960, S. 289–319 (Digitalisat).
- Zur Rangordnung des römischen Heeres. 
  - Die gradux ex caliga. In: Historia 3, 1954, S. 87–105.
  -  Die Flotten. In: Historia 6, 1957, S. 347–367.
  - Der Duplicarius. In: Historia 8, 1959, S. 239–247.
- Die Kleidung der römischen Soldaten. In: Historia 12, 1963, S. 144–166.
- Das Recht des römischen Soldaten. In: Rheinisches Museum für Philologie 101, 1958, S. 152–191 (Digitalisat). 193–234 (Digitalisat).